# Trình Tử
Trình Tử (程子), hay là Trình Điều, là một danh Nho giáo thời Tống mà không hiếm người theo học. Trong sách "Tứ thư tập chú (四書集註)", do Chu Hy (朱熹, Zhu Xi) viết, Trình Tử làm phân tích về sách "Tứ Thư".

## Khái niệm chủ yếu
- "Ý vị thâm trường" (Ý vị, sâu xa) – Chương "Luận Ngữ tự thuyết (論語序說)": "Độc chi dũ cửu, đãn giác ý vị thâm trường = Đọc ấy cực lâu, nhưng thấy ý vị sâu xa (讀之愈久、但覺意味深長)".